# Adolf Mohr
Adolf Mohr (ur. 1898, zm. ?) – zbrodniarz hitlerowski, członek załogi niemieckiego obozu koncentracyjnego Mauthausen-Gusen i SS-Unterscharführer.
Członek NSDAP od 1 maja 1937 i Waffen-SS od listopada 1939. W marcu 1940 rozpoczął służbę w Gusen jako strażnik. Następnie od stycznia 1943 do 15 stycznia dowodził w tym podobozie oddziałem wartowniczym. W procesie załogi Mauthausen-Gusen (US vs. Andreas Battermann i inni) został skazany na karę 2 lat pozbawienia wolności za znęcanie się nad więźniami obozu.